# Connie Shih
Connie Shih (* 20. Jahrhundert) ist eine kanadische Pianistin und Hochschullehrerin.

## Leben
Connie Shih gab mit neun Jahren ihr Orchesterdebüt mit Mendelssohns erstem Klavierkonzert mit der Seattle Symphony und wurde mit zwölf Jahren die jüngste Schülerin von György Sebők. Danach studierte sie am Curtis Institute of Music in Philadelphia bei Claude Frank und bei Fou Tsong in London. 1993 wurde sie mit dem Sylva Gelber Award als "herausragendster klassischer Künstler unter 30 Jahren" ausgezeichnet.
Als Solistin konzertiert sie international mit Orchestern in Kanada, den USA und Europa und spielt Solo-Klavier-Recitals in Europa, USA, Kanada, Japan und China. Als Kammermusikerin arbeitet sie u. a. mit der Violinistin Isabelle Faust, der Bratschistin Tabea Zimmermann, und den Cellisten Steven Isserlis und Manuel Fischer-Dieskau zusammen und konzertiert weltweit. Sie konzertierte unter anderem in der Wigmore Hall und der Carnegie Hall sowie bei Festivals wie dem Bath Music Festival, Aldeburgh Festival, Cheltenham Festival und Kronberg Festival.

Viele ihrer Auftritte wurden von Rundfunk und Fernsehen übertragen oder als CD aufgenommen. Mit dem Cellisten Manuel Fischer-Dieskau veröffentlichte sie eine Erst-Einspielung der Violoncello-Sonaten Carl Reineckes sowie auch eine Gesamtaufnahme der Violoncello-Sonaten Ludwig van Beethovens, über die Klassik.com schrieb:

„Selten erlebt der Hörer ein so gelungenes Zusammenspiel von technischer Brillanz, künstlerischer Meisterschaft und hörbar nachvollziehbarer Spielfreude wie bei dieser Interpretation von Beethovens Cellosonaten.“

Shih unterrichtet regelmäßig beim italienischen Musikfestival Casalmaggiore und ist seit 2022 Professorin für Klavier an der Universität Mozarteum.

## Diskographie
- Carl Reinecke: Complete Violoncellosonatas. Mit Manuel Fischer-Dieskau, Violoncello (MDG; 2011)
- Alessandro Rolla: Sonaten für Viola und Klavier. Mit Jennifer Stumm, Viola; Liza Ferschtman, Violine (Naxos; 2011)
- Connections. Mit Winona Zelenka, Violoncello (Marquis Music; 2012)
- Singers of Songs.(Music with Cello). Mit Manuel Fischer-Dieskau, Guy Frisch, Monika Herzig, Pavel Klimashevsky, Dieter Schumacher (MDG; 2014)
- The Cello In Wartime. Mit Steven Isserlis, Violoncello (BIS Records; 2017)
- Ludwig van Beethoven: Complete Sonatas for Violoncello & Piano. Mit Manuel Fischer-Dieskau, Violoncello (MDG; 2018)
- Music from Proust´s salons. Mit Steven Isserlis, Violoncello (BIS Records; 2021)